# Andrew Parrott
Andrew Parrott (Walsall, 10 maart 1947) is een Brits dirigent, koorleider en internationaal bekend muziekwetenschapper.

## Biografie

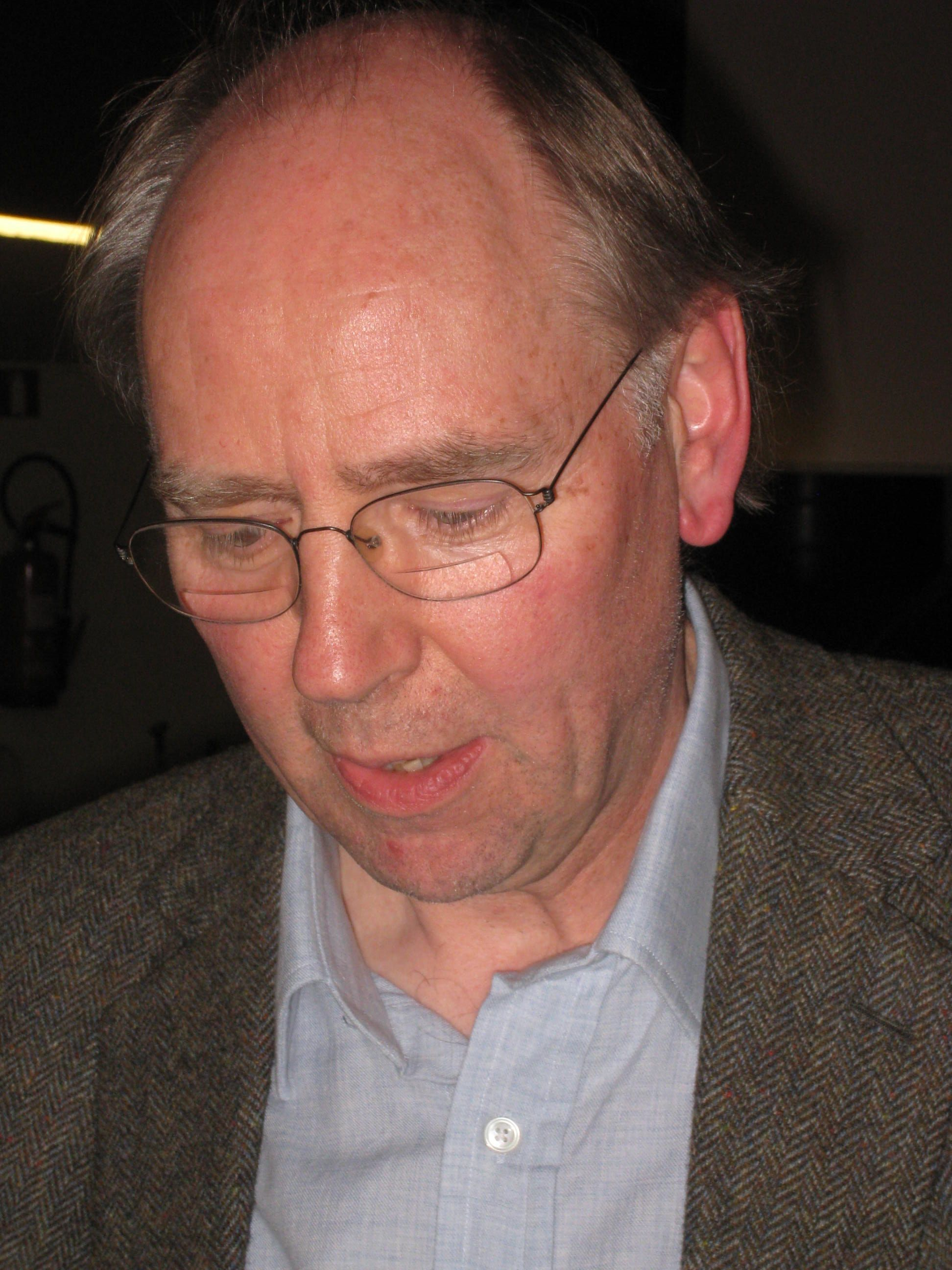
Andrew Parrott, 2008

Parrott studeerde aan de Universiteit van Oxford, waar hij zich voornamelijk bezighield met de authentieke uitvoeringspraktijk van de 17e- en 18e-eeuwse barokmuziek. Hij staat bekend als dirigent van het Taverner Consort and Players, een Londens ensemble dat hij oprichtte in 1973. Een aantal jaren was hij assistent van Sir Michael Tippett. Van 2000 tot 2006 leidde hij de London Mozart Players, waar hij in het bijzonder het klassieke repertoire verkende. Daarna werd hij vaste dirigent van het New York Collegium in New York.
In 2008 registreerde hij Beethovens pianoconcerten, met Norrköpings Symfoniorkester en met Ronald Brautigam als solist, op moderne instrumenten, maar wel in kleine bezetting. Andrew Parrott houdt zich niet alleen bezig met oude muziek, maar heeft een uitgebreid repertoire, dat ook werken van eigentijdse Britse componisten als John Tavener en Judith Weir (A Night at the Chinese Opera) omvat, en daarnaast van de Est Arvo Pärt en de Slowaak Vladimír Godár. Anno 2008 had hij een vijftigtal cd's opgenomen, voornamelijk van het pre-klassieke repertoire van Machaut tot Händel.
Zijn publicatie The Essential Bach Choir, het resultaat van nauwgezet musicologisch onderzoek, vond in de vakwereld een buitengewone weerklank. In deze publicatie onderzoekt, beargumenteert en onderschrijft Parrott de door Joshua Rifkin geïntroduceerde theorie dat de cantates van Johann Sebastian Bach - door gebrek aan geoefende zangers en uitvoerders - oorspronkelijk slechts uitgevoerd werden met enkelvoudig bezette stemmen en niet met een uitgebreid koor.

## Publicaties
- Andrew Parrott: The Essential Bach Choir. The Boydell Press, Woodbridge, 2000. ISBN 0-85115-786-6 (herziene herdrukken in 2001 en 2004).
- Hugh Keyte en Andrew Parrott: The New Oxford Book of Carols. Oxford University Press, Oxford, 1993. ISBN 978-0-19-353322-6.
- Vele artikelen over o.a. Johann Sebastian Bach, Claudio Monteverdi en Henry Purcell

- Bibliothèque nationale de France: cb13898264j (data)
- Gemeinsame Normdatei: 123701627
- International Standard Name Identifier: 0000 0001 0987 8520
- Library of Congress Control Number: n83176113
- Nationale Bibliotheek van Letland: 000114365
- MusicBrainz: 22220b44-8346-4931-88ea-3360a540db2e
- Nationale Bibliotheek van Tsjechië: pna2006312012
- Nationale Bibliotheek van Israël: 987007436728805171
- Nederlandse Thesaurus van Auteursnamen: 070553831
- SNAC: w6m33rgz
- Système universitaire de documentation: 082686394
- Virtual International Authority File: 74038571
- WorldCat: E39PBJdCvvThgyj4jcpWqdyKh3